# Луговий (Костромська область)
Луговий (рос. Луговой) — селище в Шар'їнському районі Костромської області Російської Федерації.
Населення становить 4 особи. Входить до складу муніципального утворення Шангське сільське поселення.

## Історія
Від 2007 року входить до складу муніципального утворення Шангське сільське поселення.

## Населення
| 2008 | 2010 | 2014 |
| ---- | ---- | ---- |
| 6    | ↘0   | ↗4   |